# An der Schneckenstiege
An der Schneckenstiege ist ein Landschaftsschutzgebiet in der niedersächsischen Gemeinde Stemmen in der Samtgemeinde Fintel im Landkreis Rotenburg (Wümme).

## Allgemeines
Das Landschaftsschutzgebiet mit dem Kennzeichen LSG ROW 136 ist circa 60 Hektar groß. Es ist Bestandteil des FFH-Gebietes „Wümmeniederung“. Im Süden grenzt es an das Naturschutzgebiet „Schneckenstiege“, im Norden an das Naturschutzgebiet „Wümmeniederung mit Rodau, Wiedau und Trochelbach“. Das Landschaftsschutzgebiet wurde zum 1. Januar 2019 ausgewiesen. Zuständige untere Naturschutzbehörde ist der Landkreis Rotenburg (Wümme).

## Beschreibung
Das Landschaftsschutzgebiet liegt zwischen Scheeßel und Tostedt in der Wümmeniederung. Es stellt einen überwiegend landwirtschaftlich genutzten Bereich am Rand des Königsmoores unter Schutz, das sich an überwiegend von Moorwäldern bestandene Bereiche des Naturschutzgebietes „Schneckenstiege“ anschließt. In Teilbereichen stocken Moor- und Bruchwälder. Teilflächen werden von extensiv genutzten Grünland eingenommen, eine Fläche wird von Pfeifengras dominiert. Ein Großteil des Landschaftsschutzgebietes wird intensiv als Grünland und Acker bewirtschaftet. Die Äcker dienen teilweise dem Kranich als Rastplatz sowie als Sammelplatz vor dem abendlichen Einflug in die Schlafplätze in den nördlich liegenden Naturschutzgebieten „Ekelmoor“ und „Tister Bauernmoor“.
Das Landschaftsschutzgebiet grenzt im Nordosten an den Königsgraben, der hier die Grenze zum Landkreis Harburg bildet. Im Nordwesten grenzt das Landschaftsschutzgebiet an die Bundesstraße 75.